# Isländische Badmintonmeisterschaft 1951
Die Isländische Badmintonmeisterschaft 1951 fand in Reykjavík statt. Es war die dritte Auflage der nationalen Titelkämpfe von Island im Badminton.	

## Titelträger
| Disziplin    | Sieger                                |
| ------------ | ------------------------------------- |
| Herreneinzel | Ágúst Bjartmarz                       |
| Dameneinzel  | Halla Árnadóttir                      |
| Herrendoppel | Augustus Bjartmars Ólafur Guðmundsson |
| Damendoppel  | Jakobína Jósefsdóttir Unnur Briem     |
| Mixed        | Þorgeir Ibsen Halla Árnadóttir        |